# イル・マニフェスト
イル・マニフェスト（Il Manifesto）はイタリアの左翼系日刊新聞である。

## 沿革
1969年6月23日に月刊誌として創刊され、1971年4月に日刊紙となった。
2005年2月4日、女性記者ジュリアーナ・スグレーナ（it:Giuliana Sgrena）がバグダードのモスクで取材を終えた後、武装勢力に拉致され、その後、イタリア軍を含む外国軍のイラクからの撤退と自身の解放を訴えるビデオ映像が流された。4週間にわたり拘束された後、解放され、3月4日に車でバグダード国際空港へ向かう途中、駐留アメリカ軍に銃撃され負傷、同乗していたイタリア情報部員で救出チーム責任者のニコラ・カリパリ（it:Nicola Calipari）が死亡した。